# Màscara tatanua

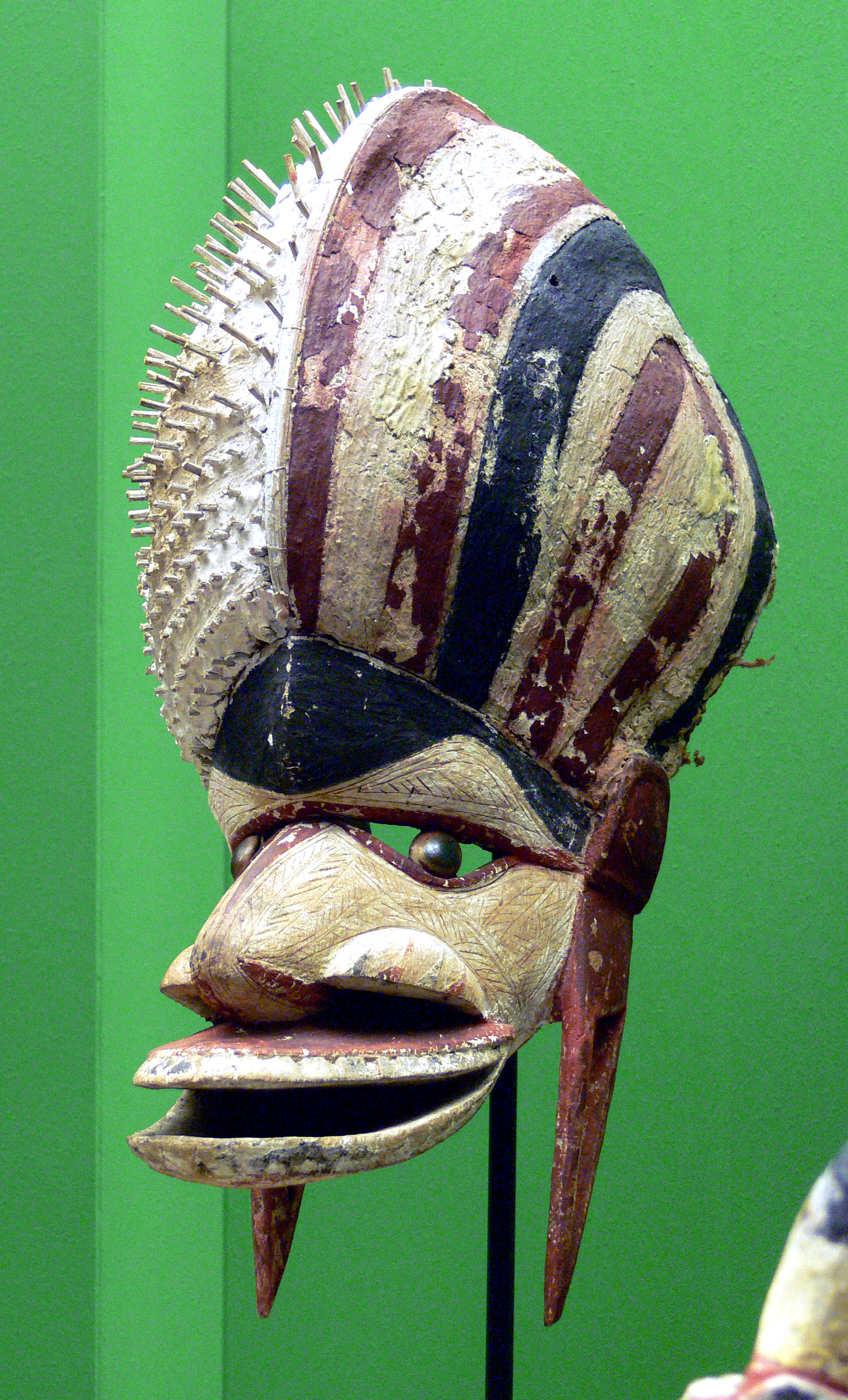
Exemple de màscara tatanua (Museu Etnològic de Berlín)

La màscara tatanua, o simplement el tatanua, és un tipus tradicional de màscara feta pels indígenes de la província de Nova Irlanda, a Papua Nova Guinea. És feta de fusta i altres materials naturals. S'utilitzen en els ritus funeraris anomenats malagan.

## Fabricació

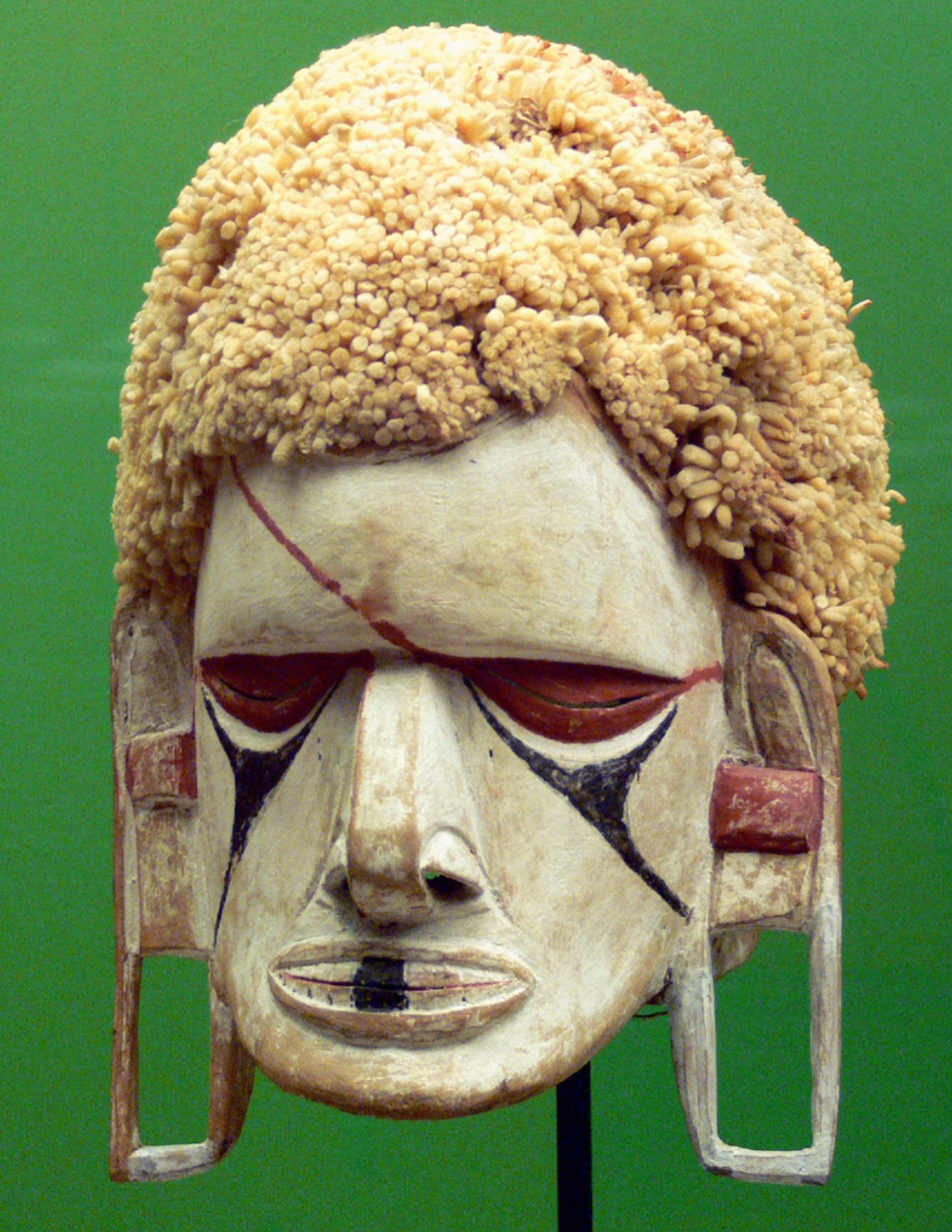
Les màscares tatanua tenen diferents estils i models

Les màscares tatanua es tallen normalment en fusta d'alstonia i després es decoren amb fibra de canya de sucre, llana o altres pèls d'animals. La careta s'acoloreix amb guix i altres colorants naturals. Les que tenen el pèl alt es realitzen sobre una estructura de canya recoberta d'escorça o, més tard, de tela importada. A més a més del teixit, algunes caretes també incorporen abrillantadors forans, que teòricament fan que les superfícies siguen lleugerament de color blanc blavós.
Les màscares es caracteritzen sovint pels lòbuls perforats i la boca prominent, normalment esculpida com si fos oberta. També es poden identificar pel disseny asimètric del tocat: la màscara és calba en un costat per a imitar la perruqueria de la persona nadiua que s'afaita el cap per a mostrar que està de dol.

## Ús ritual

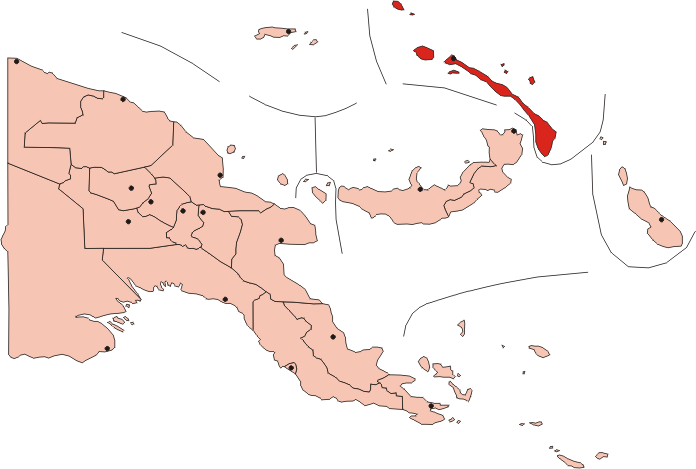
Nova Irlanda, Papua Nova Guinea

Les màscares tatanua eren usades pels ballarins rituals de Nova Irlanda en les cerimònies malagan. Aquests ritus funeraris, els organitzava la família del difunt en senyal de respecte cap a ell i per a comunicar-se amb les deïtats. També s'usaven maniquins o estàtues que representaven l'ànima del mort. Fets per a recordar les qualitats dels difunts, empraven símbols antropomòrfics en què es pot veure una representació del vincle entre la gent del poble, les seues creacions i el món del més enllà espiritual on van a parar els morts. Els balls es feien en grups. Només els que eren respectats podien ballar-hi, i era important que els espectadors hi veiessin la força de la comunitat.
La fabricació de les màscares esculpides podia durar mesos, i per això podia passar un temps abans que se celebràs el ritual del difunt. Les cerimònies servirien a la comunitat com a mitjà per a demostrar les seues qualitats als veïns, i per a conéixer, acordar i complir l'aspecte cultural de la mort d'un dels seus membres.

## Exemples

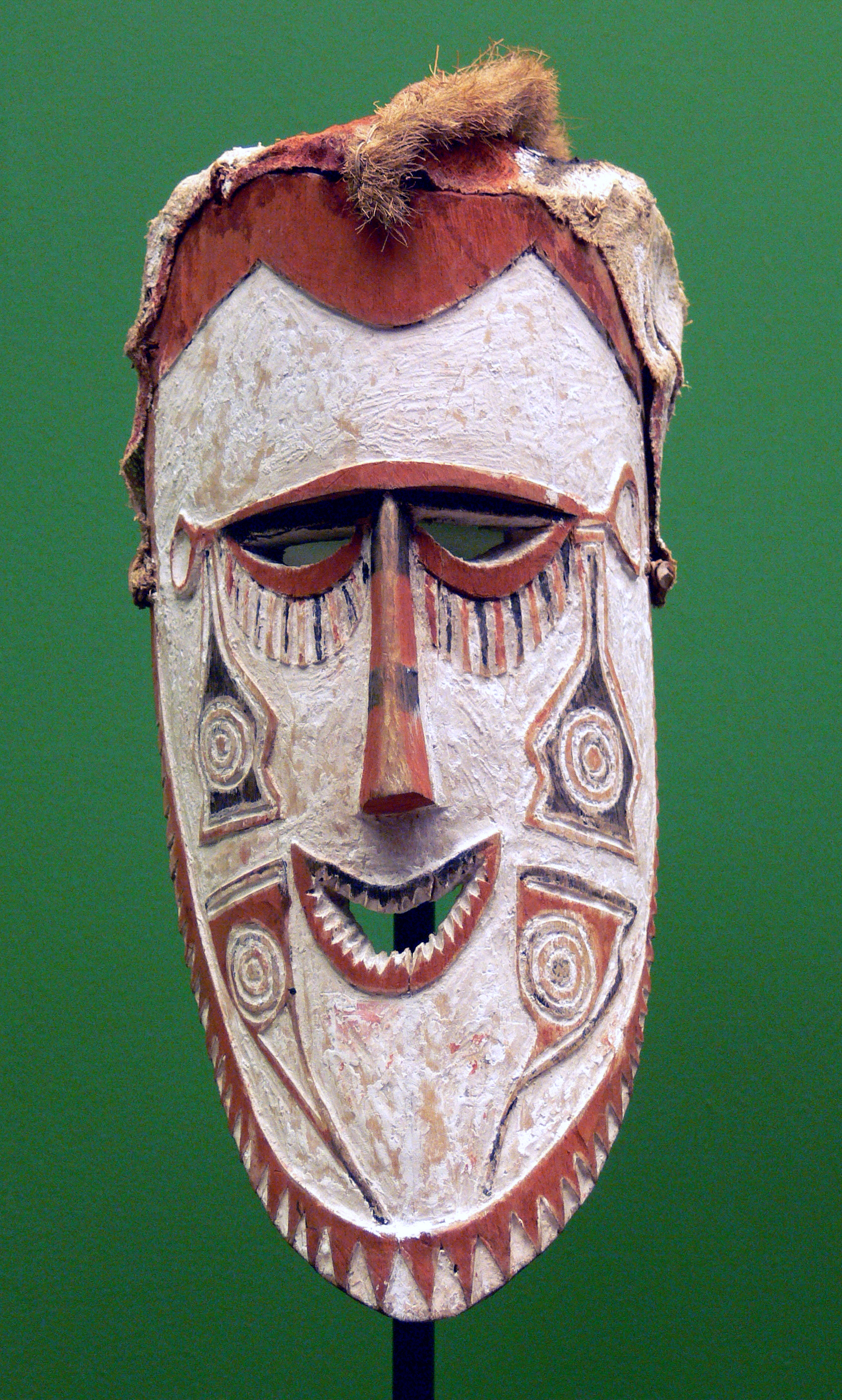
Lorr, màscara procedent de Kait, Papua Nova Guinea, en el Museu Etnològic de Berlín

Poden veure's exemples d'aquest estil de màscara en alguns museus o galeries d'art, com ara en el Museu d'Amèrica de Madrid, el Museu Etnològic de Berlín, el Derby Museum and Art Gallery, a Anglaterra, el Museu Britànic de Londres, i el Museu d'Art d'Indianapolis als Estats Units.